# Rosy de Sousa
Carla Rosymar Araujo de Sousa Barreto (Natal, 15 de janeiro de 1973) é uma empresária e política brasileira, que exerceu mandato como deputada federal suplente pelo PV-RN, cuja posse se deu em 22 de dezembro de 2014, por conta da aposentadoria do Titular da vaga. Foi Secretária Municipal do Trabalho e Assistência Social da Prefeitura Municipal de Natal durante o mandato de sua irmã, Micarla de Sousa, como prefeita.